# Franciszka Ksawera
Franciszka Ksawera – podwójne imię żeńskie, żeński odpowiednik imienia Franciszek Ksawery. Jego patronką jest św. Franciszka Ksawera Cabrini. 
Franciszka Ksawera imieniny obchodzi 22 grudnia.